# 58096 Oineus
58096 Oineus este o planetă minoră (asteroid), cu un diametru de 13,246 km, din Asteroid troian al lui Jupiter. A fost descoperită pe 29 septembrie 1973 la Observatorul Palomar de Cornelis Johannes van Houten și a fost numită după Oeneus⁠(d). 
Obiectul prezintă o orbită caracterizată de o semiaxă mare de 5,2250186375706 UAi, o excentricitate de 0,115, o înclinație de 3,6 ° în raport cu ecliptica.